# حنا گدسبی
حنا گدسبی (انگلیسی: Hannah Gadsby؛ زادهٔ ۱۲ ژانویهٔ ۱۹۷۸) کمدین اهل استرالیا است.
نت‌فلیکس در سال ۲۰۱۸ شوی استندآپ کمدی از اجرای حنا گدسبی با عنوان ننت ساخت که مشهور شد.